# Symplecta laticeps
Symplecta laticeps är en tvåvingeart som först beskrevs av Alexander 1916.  Symplecta laticeps ingår i släktet Symplecta och familjen småharkrankar. Inga underarter finns listade i Catalogue of Life.